# Antonique Smith
Antonique Smith (East Orange, 11 de agosto de 1983) é uma atriz e cantora norte-americana.Antonique é uma atriz aclamada e uma cantora e escritora indicada ao Grammy de 2015. Ela é mais famosa por seu papel de Faith Evans em "Notorious", onde recebeu ótimas críticas e foi elogiada pela crítica, incluindo Jeffery Lyons, que a chamou de "uma para assistir". 
Antonique é uma das novas estrelas da 2ª temporada de Luke Cage, da Marvel, que estreou na NETFLIX com críticas incríveis. Antonique tem um arco de 8 episódios como o detetive Nandi Tyler. Antonique chamou a atenção pela primeira vez em seu papel principal em "RENT" na Broadway como Mimi Marquez. Ela se tornou a garota-propaganda internacional do show. Antonique interpretou a agente da CIA Sandra Burns em Sem Saídan", contracenando com Taylor Lautner e Alfred Molina, e em "Yelling To The Sky", no papel de Ola O'Hara, contracenando com Zoe Kravitz, Gabourey Sidibe e Jason Clarke. Antoniqumtem  um papel deprotagonistaa no filme da NETFLIX "Deuces". Ela também participou de vários programas de TV, incluindo "Law & Order", "Bored To Death", da HBO, Sidney Lumet dirigiu "100 Centre Street" na A & E e ela tem um papel no sucesso da série FOX de 2017 " Tiros disparados". Antonique chocou o mundo em 2015 com o lançamento de seu primeiro trabalho, seu EP "Love Is Everything", resultado de sua bem-sucedida campanha do Kickstarter em 2012, onde Smith arrecadou mais de $ 50.000 em 30 dias de seus fãs. 'Espere um minuto (Woo Woo)' é o indicado ao Grammy, ousado, uptempo, o futuro se encontra com o prazer de soul retro que está subindo nas paradas! Antonique também é uam compositoar talentoao. Tendo co-escrito seu single indicado ao Grammy, ela também escreveu músicas para vários programas de TV, incluindo Shots Fired, onde ela co-escreveu o tema do programa junto com várias outras músicas originais apresentadas no programa e compôs uma parte do score com ótimas músicas. Terrance Blanchard. Tendo acabado de concluir uma turnê de 20 cidades com o Hip Hop Caucus e também cantando para a manifestação climática do papa para mais de 100.000 pessoas no National Mall em D.C., Antonique é umgrande defensoraada  justiça climática e dos direitos humanos. Sidney Lumet deu a Antonique seu primeiro emprego. Elainterpretouu uam adolescente viciaao em drogas. Ele a anunciou como "uma atriz incrível com uma grande carreira pela frente".